# Spelaeoniscus ragonesei
Spelaeoniscus ragonesei là một loài chân đều trong họ Spelaeoniscidae. Loài này được Caruso & Lombardo miêu tả khoa học năm 1978.